# 48200 Nishiokatakashi
48200 Nishiokatakashi è un asteroide della fascia principale. Scoperto nel 2001, presenta un'orbita caratterizzata da un semiasse maggiore pari a 2,5653081 au e da un'eccentricità di 0,1647776, inclinata di 12,76939° rispetto all'eclittica.